# 普拉塔普加爾縣
普拉塔普加爾縣是印度的一個縣，位於該國西北部，由拉賈斯坦邦負責管轄，面積4,117平方公里，識字率為47.12%，2011年人口868,231，人口密度每平方公里211人。

## 外部連結
- new district （页面存档备份，存于）
- （页面存档备份，存于）
- （页面存档备份，存于）
- [永久]

24°01′48″N 74°46′48″E / 24.03000°N 74.78000°E